# فرودگاه آبی نورث بی
فرودگاه آبی نورث بی (به انگلیسی: North Bay Water Aerodrome) یک فرودگاه خصوصی است که یک باند فرود آب دارد. این فرودگاه در شهر نورث بی کشور کانادا قرار دارد و در ارتفاع ۲۰۲ متری از سطح دریا واقع شده است.